# 龍崎牛埔惡地地質公園
龍崎牛埔惡地地質公園是於2021年在臺南市龍崎區牛埔里所設立的地質公園，因其特殊的地質意義及地理特性被許多在地團體及環保團體共同申請並成立的地質公園。
園內具有罕見的青灰泥岩惡地地形，因其荒蕪的特徵又被俗稱為「月世界」，且包含了土指、尖銳山脊、V型谷、天然橋、潛水洞、小雨溝、泥流等特殊景觀，具有極高的保育價值。

## 成立
原屬退輔會的龍崎炸藥工廠位於台南市龍崎區牛埔里，廠區面積335.4公頃，其中歐欣公司具有51公頃的所有權。而自龍崎炸藥工廠1978年營運以來，其廠房與其他建物分散在谷地，因建設時利用小型坡地作為天然遮蔽，故土地利用的密度較低，使得該區域的青灰泥岩惡地地形與自然生態仍保留良好且穩定的狀態。
2019年1月25日，台南市長黃偉哲召開記者會，宣布當地為暫定自然地景，使得原先已爭議逾10年將當地設為指定掩埋場場址的龍崎區事業廢棄物掩埋場開發案即日起停止水保工程。同年2月19日，行政院長蘇貞昌表示該開發案的經濟部核發輔導設置文件將於3月10日到期並不再展延，台南市政府即向歐欣公司發函表示水土保持計畫及其水土保持施工許可證即將失效，歐欣公司對該函不服並提起訴願，於2020年5月29日被台南市政府訴願審議委員會駁回。台南市政府農業局也表示，有關龍崎區台南市自然地景及自然紀念物審議會設置要點正在簽辦中。
2019年3月8日，台南社區大學、台灣水資源保育聯盟、台南市環境保護聯盟、台南市教師會、台南市教育產業工會、看守台灣協會、台灣環境保護聯盟、台灣蠻野心足生態協會等團體共同向農委會遞送具自然地景價值者提報表，希望將原龍崎炸藥工廠廠區規劃成自然保留區。
2021年4月23日，台南市政府公告預告設立龍崎牛埔惡地「自然保留區」及「地質公園」，同年7月30日公告指定「龍崎牛埔惡地地質公園」為台南市定自然地景，即日生效。

## 地理
龍崎區牛埔里，位於阿里山山脈尾稜，為海拔80-350公尺左右的丘陵，地質上屬於古亭坑層，地質活動劇烈，為世界唯一處於熱帶地區的泥岩惡地，相較於義大利或喬治亞的泥岩惡地，台灣的泥岩惡地更容易受到颱風、暴雨等影響，加上台灣西南部夏季高溫多雨，冬季乾旱清涼的氣候條件，更加速了當地的風化作用，因此侵蝕速率約為每年9公分，遠大於一般典型的乾旱與半乾旱地區之泥岩惡地，卻也因變化多端的特性，具有豐富的觀察、研究價值，每年6月至8月為侵蝕的旺季。
而每年5月至9月的雨季能夠儲備大量的水資源，並形成了牛埔溪，為二仁溪上游支流之一，即便在旱季也不會完全乾涸，促成了當地的高生物多樣性。在原掩埋場址的北方約400公尺處發現了地下水，以及場址東南邊約100公尺處發現地下水及泥火山湧泉。
若連續豪雨時，泥塊會不斷地從雨蝕溝崩落而堆積，並流出大量泥水，長期下來會在谷地形成平台；若久旱不雨時，泥岩平台逐漸開始龜裂，嚴重乾旱時隙裂縫可深達4公尺左右。在不停演化後，最後泥岩平台會演化成草原，逐漸形成自然棲地。

## 生態
牛埔溪提供當地生物棲息的主要水源，青灰岩土壤粉粒多、偏鹼性、鹽分高且透水性低，能適應生長的植物種類以刺竹、五節芒、銀合歡等植物為主，這些生命力強勁的植物促成了許多保育類動物的棲息地，包含食蟹獴、白鼻心、穿山甲、水鹿、大冠鷲等。

## 註記
1. ↑  府農森字第1100506702號
2. ↑  府農森字第1100891851A號